# Euphorbia palmeri
Euphorbia lurida là một loài thực vật có hoa trong họ Đại kích. Loài này được Engelm. ex S.Watson mô tả khoa học đầu tiên năm 1880.